# 赫魯特方丹
赫魯特方丹（直译：大温泉）是非洲西南部國家納米比亞的城市，也是奧喬宗朱帕區的首府，位於該國中部，海拔高度1,460米，建城於1885年，每年平均降雨量557毫米，2010年人口約29,000。

## 友好城市
中国苏州市